# Championnat de Belgique masculin de handball 1995-1996
Navigation
Division 1 1994-1995 Division 1 1996-1997
La saison 1995-1996 du Championnat de Belgique masculin de handball est la 38e édition de la plus haute division de handball en Belgique. La première phase du championnat la phase classique, est suivie des Play-offs pour les quatre premières équipes.
Cette édition est remportée pour la quatrième saison consécutive par l'Initia HC Hasselt qui remporte son septième titre. L'Initia termine devant le HC Herstal-Liège. L'Union beynoise complète quant à lui le podium. Enfin, le Sporting Neerpelt termine à la quatrième place des play-offs.
Dans le bas du classement, le HK Waasmunster et le HV Uilenspiegel Wilrijk sont tous deux relégués et seront remplacé la saison suivante par le HC DB Gent et le HC Eynatten.

## Participants
| Club                    | Classement 1994-1995 | Matricule | Localisation  | Entraîneur                                        | Salle | Capacité |
| ----------------------- | -------------------- | --------- | ------------- | ------------------------------------------------- | ----- | -------- |
| Initia HC Hasselt       | 1er                  | 142       | Hasselt       | Jos Schouterden                                   | ?     | ?        |
| HC Herstal-Liège        | 2e                   | 58        | Herstal/Liège | Thierry Herbillon/ Christian Verbert, Alex Wagner | ?     | ?        |
| KTSV Eupen 1889         | 3e                   | 5         | Eupen         | ?                                                 | ?     | ?        |
| Union beynoise          | 4e                   | 3         | Beyne-Heusay  | Pretrag Dosen                                     | ?     | ?        |
| HC Kiewit               | 5e                   | 191       | Hasselt       | ?                                                 | ?     | ?        |
| Sporting Neerpelt       | 6e                   | 112       | Neerpelt      | Gio Antonioli Henryk Mrowiec                      | ?     | ?        |
| KV Sasja HC Hoboken     | 7e                   | 41        | Anvers        | Alex Jacobs                                       | ?     | ?        |
| Ajax Lebbeke            | 8e                   | 43        | Lebbeke       | ?                                                 | ?     | ?        |
| Olse Merksem HC         | 9e                   | 48        | Anvers        | ?                                                 | ?     | ?        |
| HK Waasmunster          | 10e                  | 357       | Waasmunster   | ?                                                 | ?     | ?        |
| HK Tongeren             | 1er (D2)             | 143       | Tongres       | Pierre Chapaux                                    | ?     | ?        |
| HV Uilenspiegel Wilrijk | 2e (D2)              | 14        | Wilrijk       | ?                                                 | ?     | ?        |

### Localisation
| \| Ajax Lebbeke HK Waasmunster Initia Hasselt U.Beynoise Olse Merksem HC KV Sasja HC Sporting Neerpelt Herstal-Liège KTSV Eupen U.Wilrijk HK Tongeren HC Kiewit \| Localisation des clubs engagés dans le championnat |
| Ajax Lebbeke HK Waasmunster Initia Hasselt U.Beynoise Olse Merksem HC KV Sasja HC Sporting Neerpelt Herstal-Liège KTSV Eupen U.Wilrijk HK Tongeren HC Kiewit                                                          |

Nombre d'équipes par Province
| # | Province                        | Nombre | Équipe(s)                                                     |
| - | ------------------------------- | ------ | ------------------------------------------------------------- |
| 1 | Province de Limbourg            | 4      | Initia HC Hasselt, Sporting Neerpelt, HC Kiewit, HK Tongeren  |
| 2 | Province de Liège               | 3      | Union beynoise, HC Herstal-Liège, KTSV Eupen 1889             |
| 2 | Province d'Anvers               | 3      | KV Sasja HC Hoboken, Olse Merksem HC, HV Uilenspiegel Wilrijk |
| 3 | Province de Flandre-Orientale   | 2      | Ajax Lebbeke, HK Waasmunster                                  |
| 4 | Province de Flandre-Occidentale | 1      | Apolloon Kortrijk                                             |

## Compétition

### Organisation du championnat
La saison régulière est disputée par 12 équipes jouant chacune l'une contre l'autre à deux reprises selon le principe des phases aller et retour. Une victoire rapporte 2 points, une égalité, 1 point et, donc une défaite 0 point.
Après la saison régulière, les 4 équipes les mieux classées s'engagent dans les play-offs. Ceux-ci constituent en un nouveau championnat qui désignera le champion ainsi que les tickets européens.
Les quatre équipes s'affrontent en phase aller-retour, dans lequel le premier débute avec 4 points, le deuxième avec 3 points, le troisième avec 2 points et le quatrième avec 1 point.
Les 8 dernières équipes de la phase régulière, ne s'engage pas dans des play-downs. Ce qui fait que les deux dernières équipes sont reléguées en division 2.

### Saison régulière

#### Classement
|    | Équipe                  | Pts | J  | G  | N | P  | Bp  | Bc  | Diff |
| -- | ----------------------- | --- | -- | -- | - | -- | --- | --- | ---- |
| 1  | Initia HC Hasselt (T)   | 40  | 22 | 19 | 2 | 1  | 550 | 383 | 167  |
| 2  | Union beynoise          | 35  | 22 | 17 | 1 | 4  | 502 | 409 | 93   |
| 3  | HC Herstal-Liège (C)    | 34  | 22 | 16 | 2 | 4  | 504 | 412 | 92   |
| 4  | Sporting Neerpelt       | 30  | 22 | 14 | 2 | 6  | 564 | 487 | 77   |
| 5  | Olse Merksem HC         | 26  | 22 | 11 | 4 | 7  | 433 | 430 | 3    |
| 6  | KTSV Eupen 1889         | 23  | 22 | 10 | 3 | 9  | 498 | 517 | -19  |
| 7  | KV Sasja HC Hoboken     | 22  | 22 | 9  | 4 | 9  | 460 | 489 | -29  |
| 8  | HK Tongeren             | 17  | 22 | 6  | 5 | 11 | 530 | 554 | -24  |
| 9  | Ajax Lebbeke            | 15  | 22 | 7  | 1 | 14 | 427 | 485 | -58  |
| 10 | HC Kiewit               | 9   | 22 | 3  | 3 | 16 | 464 | 537 | -73  |
| 11 | HK Waasmunster          | 9   | 22 | 3  | 3 | 16 | 422 | 499 | -77  |
| 12 | HV Uilenspiegel Wilrijk | 4   | 22 | 1  | 2 | 19 | 403 | 555 | -152 |

|                 | Qualification pour les Play-Offs  |
|                 | Relégation                        |
| (T)             | Tenant du titre                   |
| en augmentation | Promu de 1995                     |
| (C)             | Vainqueur de la Coupe de Belgique |

#### Matchs
| Résultats (dom.\ext.)                                      | SNE   | HCK   | HER   | IHA   | KVS   | OME   | UBE   | UIL   | EUP   | AJA   | WAA   | HCET  |
| Sporting Neerpelt                                          |       | 27-17 | 19-17 | 20-28 | 37-14 | 22-25 | 19-29 | 36-25 | 33-19 | 33-27 | 31-24 | 23-23 |
| HC Kiewit                                                  | 18-23 |       | 19-26 | 16-25 | 17-25 | 12-17 | 18-23 | 27-21 | 21-25 | 25-27 | 26-26 | 24-29 |
| HC Herstal-Liège                                           | 25-20 | 24-16 |       | 19-17 | 27-19 | 18-19 | 21-21 | 25-20 | 21-12 | 21-14 | 18-13 | 26-26 |
| Initia HC Hasselt                                          | 20-19 | 26-23 | 19-19 |       | 20-14 | 28-10 | 27-16 | 30-8  | 28-15 | 27-23 | 28-18 | 28-20 |
| KV Sasja HC Hoboken                                        | 20-21 | 23-19 | 23-32 | 16-29 |       | 14-14 | 16-29 | 27-14 | 22-22 | 29-16 | 29-14 | 26-23 |
| Olse Merksem HC                                            | 19-19 | 21-23 | 16-22 | 15-21 | 24-17 |       | 20-19 | 21-14 | 30-28 | 20-15 | 20-16 | 23-17 |
| Union Beynoise                                             | 23-22 | 29-25 | 16-18 | 17-24 | 30-12 | 23-16 |       | 25-19 | 25-21 | 20-12 | 19-12 | 29-19 |
| HV Uilenspiegel Wilrijk                                    | 23-32 | 22-22 | 14-31 | 19-29 | 16-22 | 16-22 | 22-24 |       | 20-22 | 18-19 | 16-21 | 19-19 |
| KTSV Eupen 1889                                            | 21-25 | 25-24 | 25-20 | 22-22 | 19-14 | 22-17 | 17-20 | 29-17 |       | 29-22 | 21-20 | 27-25 |
| Ajax Lebbeke                                               | 18-23 | 19-17 | 20-25 | 14-17 | 21-21 | 18-15 | 20-21 | 19-15 | 24-26 |       | 17-16 | 30-25 |
| HK Waasmunster                                             | 20-25 | 20-21 | 18-24 | 21-27 | 16-17 | 20-20 | 11-23 | 23-26 | 20-26 | 18-13 |       | 26-26 |
| HK Tongeren                                                | 26-30 | 29-29 | 29-25 | 19-30 | 29-29 | 23-21 | 29-22 | 29-19 | 29-22 | 24-18 | 26-29 |       |
| - Victoire à domicile - Match nul - Victoire à l'extérieur |       |       |       |       |       |       |       |       |       |       |       |       |

### Play-offs

#### Classement
|   | Équipe               | Pts | J | G | N | P | Bp  | Bc  | Diff |
| - | -------------------- | --- | - | - | - | - | --- | --- | ---- |
| 1 | Initia HC Hasselt    | 13  | 6 | 4 | 1 | 1 | 130 | 111 | 19   |
| 2 | HC Herstal-Liège (C) | 10  | 6 | 4 | 0 | 2 | 135 | 135 | 0    |
| 3 | Union beynoise       | 9   | 6 | 2 | 2 | 2 | 118 | 114 | 4    |
| 4 | Sporting Neerpelt    | 2   | 6 | 0 | 1 | 5 | 130 | 149 | -19  |

|     | Qualification pour la Ligue des champions |
|     | Qualification pour la Coupe EHF           |
|     | Qualification pour la Coupe des coupes    |
|     | Qualification pour la Coupe des villes    |
| (C) | Vainqueur de la Coupe de Belgique         |

#### Matchs
| Résultats (dom.\ext.)                                      | HER   | UBE   | NEE   | IHA   |
| HC Herstal-Liège                                           |       | 26-23 | 24-22 | 24-23 |
| Union beynoise                                             | 20-18 |       | 22-20 | 15-15 |
| Sporting Neerpelt                                          | 24-27 | 23-23 |       | 20-22 |
| Initia HC Hasselt                                          | 23-16 | 16-15 | 31-21 |       |
| - Victoire à domicile - Match nul - Victoire à l'extérieur |       |       |       |       |

### Champion
| Champion de Belgique de handball 1995-1996 Initia Handbal Club Hasselt 7e titre |

## Bilan

### Classement final
| Rang | Équipe                  |
| ---- | ----------------------- |
| 1er  | Initia HC Hasselt (T)   |
| 2e   | HC Herstal-Liège (C)    |
| 3e   | Union beynoise          |
| 4e   | Sporting Neerpelt       |
| 5e   | Olse Merksem HC         |
| 6e   | KTSV Eupen 1889         |
| 7e   | KV Sasja HC Hoboken     |
| 8e   | HK Tongeren             |
| 9e   | Ajax Lebbeke            |
| 10e  | HC Kiewit               |
| 11e  | HK Waasmunster          |
| 12e  | HV Uilenspiegel Wilrijk |

|                 | Champion de Belgique et qualifiés pour la Ligue des champions |
|                 | Qualifiés pour la Coupe EHF                                   |
|                 | Qualification pour la Coupe des coupes                        |
|                 | Qualification pour la Coupe des Villes                        |
|                 | Relégués en division 2                                        |
| (T)             | Tenant du titre                                               |
| (C)             | Vainqueur de la Coupe de Belgique                             |
| en augmentation | Promu de début de saison en Division 1                        |

### Parcours en coupes d'Europe
| Club                | Compétition         | Tour d'entrée       | Résultat            | Dernier adversaire    |
| Initia HC Hasselt   | Ligue des champions | 2e tour             | éliminé au 2e tour  | THW Kiel              |
| V&F Sasja Antwerpen | Coupe des coupes    | Seizièmes de finale | Seizièmes de finale | Kaustik Volgograd     |
| HC Herstal-Liège    | Coupe EHF           | 2e tour             | éliminé en 2e tour  | Kadetten Schaffhausen |
| KTSV Eupen 1889     | Coupe des Villes    | 1er tour            | éliminé en 2e tour  | HC Schrack Wien       |

### Bilan de la saison
| Tableau d'honneur de la saison 1994-1995 |                                        |               |
| Compétition                              | Vainqueur                              | Commentaire   |
| Championnat de Belgique                  | Initia HC Hasselt                      | 7e titre      |
| Coupe de Belgique                        | HC Herstal-Liège                       | 2e victoire   |
| Qualifications européennes               |                                        |               |
| Compétition                              | Qualifiés                              | Qualifiés     |
| Ligue des champions                      | Initia HC Hasselt                      | Deuxième tour |
| Coupe des coupes                         | HC Herstal-Liège                       | Premier tour  |
| Coupe EHF                                | Union beynoise                         | Premier tour  |
| Coupe des villes                         | Sporting Neerpelt                      | Premier tour  |
| Promotions et relégations                |                                        |               |
| Promu en Division 1 (D1)                 | HC Eynatten HC DB Gent                 | 1er 2e        |
| Relégation en Division 2 (D2)            | HK Waasmunster HV Uilenspiegel Wilrijk | 11e 12e       |